# Школа
Школа је образовно-васпитна установа у којој учитељи, наставници и професори, по унапред утврђеном плану и програму, преносе знања млађој генерацији. Сам пренос знања млађој генерацији може се изводити и изван школе (установе) тј. код куће у властитој режији, што би се назвало кућна школа или школовање код куће. У случају кућне школе, само образовање код куће врше родитељи или приватни учитељ.
Мада је, пре увођења закона о обавезном школовању, образовање већ било извођено код куће (посебно у Енглеској и САД), или у оквиру цркве или манастира, у Србији, у модерном смислу речи, школовање код куће је алтернатива формалном школовању у школским установама (посебно раширено у развијеним земљама Запада: САД, Енглеска, Канада, Аустралија). У зависности од врсте усмерења разликују се општеобразовне, стручне и специјализоване школе. Свако од ових усмерења се разликује по садржајима, методама и техникама рада. Према савременим схватањима, свака од наведених школа треба да пружи она знања која ће бити функционална у односу на будућу професију и могућу улогу појединца у животу и развоју заједнице. Према својој васпитној улози, школа се, после породице, сматра најважнијом институцијом у којој се одвија процес социјализације. Из наведених разлога, постоји стална тежња да се у свим школама, поред педагога и психолога ангажује и социјални радник.
Према врсти финансирања односно власништва школе могу бити: државне и приватне. Без обзира на власништво односно финансирање школе морају бити у складу са законском регулативом државе у којој се налазе. Рад школе обавља се по разредима. Сваки разред подељен је на неколико одељена са обично двоцифреним бројем ђака. У току године постоје распусти, а једну школску годину од друге раздваја најдужи, летњи распуст. Први дан школе неретко је пропраћен свечаним почетком нове године, а претходе му припреме, које се огледају у набављању књига и друге неопходне опреме за школу (свеске, пернице, оловке, геометријски прибор и слично). Према нивоу образовања, које пружају, школе се деле на: основне школе, средње школе, високе школе и факултете.
Поред основних школа, ученици у датој земљи могу такође похађати школе пре и после основног (елементарног у САД) и средњег (средња школа) образовања. Обданиште или предшколска установа пружају почетно школовање веома малој деци (обично узраста од 3 до 5 година). Универзитет, стручна школа, колеџ или богословија могу бити доступни након средње школе. Школа може бити посвећена једној одређеној области, као што је економија или плесна школа. Алтернативне школе могу да обезбеде нетрадиционалне наставне програме и методе.
Критичари школе често оптужују школски систем да не успева да адекватно припреми ученике за њихов будући живот, да подстиче одређене темпераменте док друге кочи, да тачно прописује ученицима шта да раде, како, када, где и са ким, чиме се потискује креативност, и коришћење екстринзичних мера као што су оцене и домаћи задаци, који би инхибирали природну радозналост и жељу деце за учењем.

## Историја и развој
Концепт груписања ученика на централизованој локацији за учење постоји још од антике. Формалне школе постоје барем од античке Грчке (види Академија), старог Рима (види Образовање у старом Риму), древне Индије (види Гурукул) и древне Кине (види историја образовања у Кини). Византијско царство је имало успостављен систем школовања почевши од основног нивоа. Према Традицијама и сусретима, оснивање система основног образовања почело је 425. године нове ере и „... војно особље је обично имало најмање основног образовања ...“. Понекад ефикасна и често велика влада царства значила је да су образовани грађани били неопходни. Иако је Византија изгубила велики део величине римске културе и екстраваганције у процесу преживљавања, царство је истицало ефикасност у својим ратним приручницима. Византијски образовни систем се наставио све до колапса царства 1453. године.
У западној Европи је током раног средњег века основан знатан број катедралних школа како би подучавали будуће свештенство и администраторе, а најстарија катедрална школа још увек постојећа и која је континуирано радила била је Краљевска школа, Кентербери (основана 597. године). Упоредиве традиције су: Краљевска школа, Рочестер (основана 604. године), Сент Петерова школа, Јорк (основана 627. године) и Тетфордска гимназија (основана 631. године). Почев од 5. века, широм Западне Европе осниване су и манастирске школе које су предавале верске и световне предмете.
У Европи су се универзитети појавили током 12. века; овде је схоластика била важно оруђе, а академици су се звали школарци. Током средњег века и већег дела раног модерног периода, главна сврха школа (за разлику од универзитета) била је подучавање латинског језика. То је довело до израза гимназија (граматичка школа), који се у Сједињеним Државама неформално односи на основну школу, док у Уједињеном Краљевству значи школу која бира полазнике на основу способности или наклоности. Школски план и програм се постепено проширивао и обухватао писменост на народном језику и техничке, уметничке, научне и практичне предмете.
Обавезно похађање школе постало је уобичајено у деловима Европе током 18. века. У Данско-Норвешкој, ово је уведено још 1739–1741, са примарним циљем да се повећа писменост алмуа, односно „обичних људи“. Многе од ранијих јавних школа у Сједињеним Државама и другде биле су једноучионичне школе у којима је један наставник предавао за седам разреда дечака и девојчица у истој учионици. Почевши од 1920-их, једноупионичне школе су консолидоване у више учионица, а превоз су све више обезбеђивали кочије и школски аутобуси.

## Стрес
Као професија, учитељска професија има нивое стреса на послу (WRS) који су међу највишим од свих професија у неким земљама, као што су Уједињено Краљевство и Сједињене Државе. Степен овог проблема се све више препознаје и системи подршке се успостављају.
Стрес понекад теже утиче на ученике него на наставнике, све до тачке када се ученицима преписују лекови против стреса. За овај стрес се тврди да је повезан са стандардизованим тестирањем и притиском на ученике да постигну надпросечне резултате.
Према једној студији о менталном здрављу из 2008. коју су спровели Асошијејтид Прес и mtvU, осам од 10 америчких студената рекло је да су понекад или често доживљавали стрес у свом свакодневном животу. Ово је повећање од 20% у односу на анкету пре пет година. Тридесет четири процента се осећало депресивно у неком тренутку у последња три месеца, 13 процената је имало дијагнозу менталног здравља као што је анксиозни поремећај или депресија, а 9 процената је озбиљно размишљало о самоубиству.

## Галерија
- Историја школе у Србији
- Прве школе у Србији најчешће су биле при црквама и манастирима.
- Модел учионице у школама у Србији у 19. веку
- Клечање на кукурузу - најчешћи начин кажњавања ђака у школама у Србији у 19. веку